# Евпаторийский авиационный ремонтный завод
Евпаторийский авиационный ремонтный завод (укр. Євпаторійський авіаційний ремонтний завод) — предприятие по ремонту авиационной техники городе Евпатория.

## История
Предприятие возникло 21 сентября 1926 года как авиаремонтные мастерские. До начала Великой Отечественной войны предприятие специализировалось на ремонте самолётов И-15, И-153, И-16 и Р-6, а также авиадвигателей М-11, М-17, М-22 и М-25.
В 1988 году командир Григорий Алексеевич Котов создал в салоне самолёта Ил-14 музей завода.
12 ноября 1991 года на аэродром «Евпатория» совершил посадку пассажирский самолёт Як-42. С этого момента завод стал первым военным предприятием СССР, получившим право ремонта авиационной техники гражданской авиации.
Позднее государственным департаментом авиационного транспорта Украины заводу был выдан сертификат № ВР0022 на право выполнения ремонта гражданской авиатехники.
В сентябре 1992 года завод был включён в состав вооружённых сил Украины и до 16 марта 2014 года являлся базовым заводом министерства обороны Украины.
В августе 1997 года завод был включён в перечень предприятий, имеющих стратегическое значение для экономики и безопасности Украины.

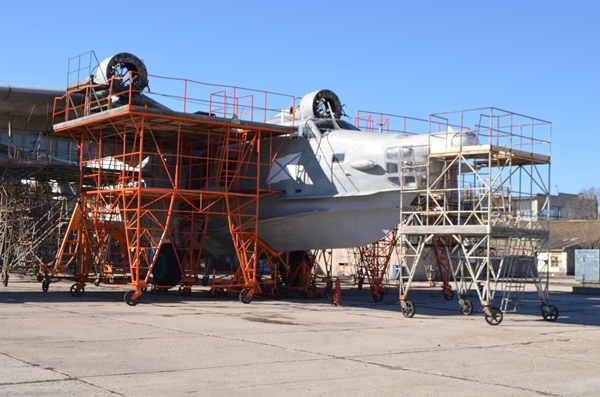
Бе-12 на ремонте в ЕАРЗ, 2016 год

По состоянию на начало 2008 года, предприятие имело возможность:
- осуществлять капитальный ремонт самолётов Бе-12, Як-42, Як-38У, Су-25, Ан-24, Ан-26 и Ан-32, а также воздушных винтов АВ-68Д и АВ-68И[4]
- осуществлять ремонт двигателей ТВД-10 м, разрабатывать и изготавливать оснастку[4]
- оказывать услуги военно-технического назначения: командировать советников, экспертов, бригады специалистов[4]

После создания государственного концерна «Укроборонпром» 29 декабря 2010 года завод вошёл в состав концерна.
По итогам аудита контрольно-ревизионного управления в АР Крым в 2011 году было установлено, что предприятие потеряло 5,4 миллиона гривен.
После 19 марта 2014 года — в ведении министерства обороны РФ. По состоянию на 2014 год на предприятии числилось 120 человек, тогда как в 1980-е годы на заводе трудилось 1200 человек. В 2015 году заводу было доверено произвести ремонт самолёта Бе-12 морской авиации ЧФ РФ. В 2019 году завод завершил ремонт штурмовика Су-25 ВКС РФ.
В мае 2019 года Объединённая авиастроительная корпорация передала некоторые заказы Евпаторийскому авиаремонтному заводу, который в дальнейшем должен был войти в состав корпорации, однако так и не вошёл в его состав.

## Современное состояние
Завод специализируется на ремонте, техническом обслуживании и модернизации летательных аппаратов, авиадвигателей, агрегатов самолётных систем, авиационного и радиоэлектронного оборудования. Взлетно-посадочная полоса аэродрома имеет ширину 40 м и длину 2000 м.
В январе 2023 года 100% акций авиационного ремонтного завода  были выставлены на продажу. Ранее, в 2022 году, акции убыточного завода дважды пытались продать, но оба раза безуспешно.